# Enrico Radesca
Enrico Radesca (Foggia, seconda metà del XVI secolo – Torino, 1625) è stato un compositore e organista italiano.

## Biografia
Dal 1597 al 1615 fu organista della Cattedrale di Torino, nel 1615 divenne direttore del coro. Fu poi musicista alla Corte sabauda, prima al servizio di don Amedeo, figlio illegittimo di Carlo Emanuele I, poi  maestro di cappella di Corte.
Compose musica sacra e profana. Diede alle stampe a Venezia una Messa con mottetti 8 vv. bc. (ora perduta) e Messe et motetti a 8 v. con b.c. Libro primo, Op. XI (1620), che contiene due messe e dodici mottetti. Dal 1605 al 1610 pubblicò quattro libri di Canzonette, madrigali et arie alla romana a due voci, per cantare et sonare con il chitarrone o spinetta: il primo volume fu edito a Milano.
Il volume di Messe et motetti contiene un sonetto dedicato all'autore dal bresciano Domizio Bombarda, in cui si legge quest'elogio:
Volger co' l canto in gioia alti cordogli

Et animar le selci, e questi Fogli

Fanno del valor tuo fede verace.»